# Středisko Freda Hutchinsona pro výzkum rakoviny
Středisko Freda Hutchinsona pro výzkum rakoviny (anglicky Fred Hutchinson Cancer Research Center) je výzkumný institut sídlící v americkém městě Seattle.

## Historie
Středisko vzniklo z Pacific Northwest Research Foundation (PNRF), která byla založena roku 1956 Williamem B. Hutchinsonem a věnovala se studiu kardiochirurgie, rakoviny a onemocnění endokrinního systému. V roce 1964 zemřel na rakovinu plic Hutchinsonův mladší bratr Fred, nadhazovač za baseballový tým Detroit Tigers. Následující rok se na bratrovu počest Hutchinson rozhodl založit Středisko Freda Hutchinsona pro výzkum rakoviny, tehdy ještě jako součást PNRF. Jako nezávislé bylo Středisko otevřeno až v roce 1975.

## Nositelé Nobelovy ceny
Ve Středisku Freda Hutchinsona pro výzkum rakoviny působí nebo působili tři nositelé Nobelovy ceny za fyziologii a lékařství:
- Linda B. Bucková, která cenu obdržena v roce 2004 za objev receptorů, jež umožňují vnímat vůně a pachy[6]
- Leland H. Hartwell, který ji obdržel v roce 2001 za objev regulátorů řídících buněčný cyklus[7]
- E. Donnall Thomas, který cenu získal v roce 1990 za průkopnickou činnost v oblasti transplantace kostní dřeně[8]